# Ариабхата (спутник)
Ариабхата (хинди आर्यभट्ट) — первый индийский искусственный спутник Земли. Был запущен в Советском Союзе 19 апреля 1975 года ракетой-носителем Космос-3М (проект Интеркосмос) с космодрома Капустин Яр. Спутник был назван в честь великого индийского астронома Ариабхаты. 
В русскоязычных советских документах спутник назывался «Ариабата», например, в книге Владимира Губарева.
Спутник был построен в Индийской организации космических исследований (ИОКИ) для получения опыта в создании и эксплуатации космических аппаратов. С его помощью предполагалось проведение экспериментов в рентгеновской астрономии и физике Солнца и исследование верхних слоёв атмосферы. Космический аппарат был изготовлен в виде 26-стороннего многогранника диаметром 1,4 метра. Все стороны (за исключением верхней и нижней) были покрыты солнечными элементами.
На четвёртый день полёта сбой питания остановил эксперименты; на пятый день связь со спутником была потеряна. 
Спутник сошёл с орбиты и сгорел в атмосфере 11 февраля 1992 года.